# Ephippiorhynchus asiaticus
Il becco a sella asiatico (Ephippiorhynchus asiaticus, Latham 1790) è un uccello della famiglia dei Ciconiidae dell'ordine dei Ciconiiformi.

## Sistematica
Ephippiorhynchus asiaticus ha due sottospecie:
- E. asiaticus asiaticus
- E. asiaticus australis

## Distribuzione e habitat
È una specie stanziale molto diffusa, con un areale che comprende l'Asia meridionale e l'Australasia, dall'India fino alla Nuova Guinea e alla metà settentrionale dell'Australia. In quest'ultimo Paese è noto anche come jabiru, ma non deve essere confuso con un uccello simile diffuso nelle Americhe, appartenente a un genere diverso.

## Descrizione
Il becco a sella asiatico è un uccello piuttosto grande, alto generalmente 130–150 cm e con un'apertura alare di 230 cm. Pesa circa 4100 grammi. Ha un piumaggio molto variopinto: la testa, il collo, una striscia sulle ali e la coda sono neri, ma il resto del corpo è bianco. L'enorme becco è nero e le zampe sono rosso brillante. I sessi sono identici e si differenziano solo per il colore dell'iride, gialla nelle femmine e marrone nei maschi. I giovani sono marrone chiaro, con il ventre bianco e le zampe scure.
Come quasi tutte le cicogne, vola tenendo il collo disteso e non ripiegato come gli aironi.

## Biologia
Nidifica nelle paludi e in altre zone umide delle pianure tropicali. Costruisce un nido di ramoscelli sugli alberi e vi depone da tre a cinque uova. Spesso forma piccole colonie. La sua dieta è composta soprattutto di pesci, rane e grossi insetti, ma anche di piccoli roditori.

## Conservazione
Questo uccello è l'unica specie di cicogna presente in Australia, ma purtroppo proprio in quel Paese è considerato minacciato. Il becco a sella asiatico è molto sensibile ai cambiamenti ambientali, come l'inquinamento idrico, la distruzione dell'habitat e dei siti di nidificazione. Nella Lista Rossa della IUCN è valutato come "specie prossima alla minaccia".

## Galleria d'immagini

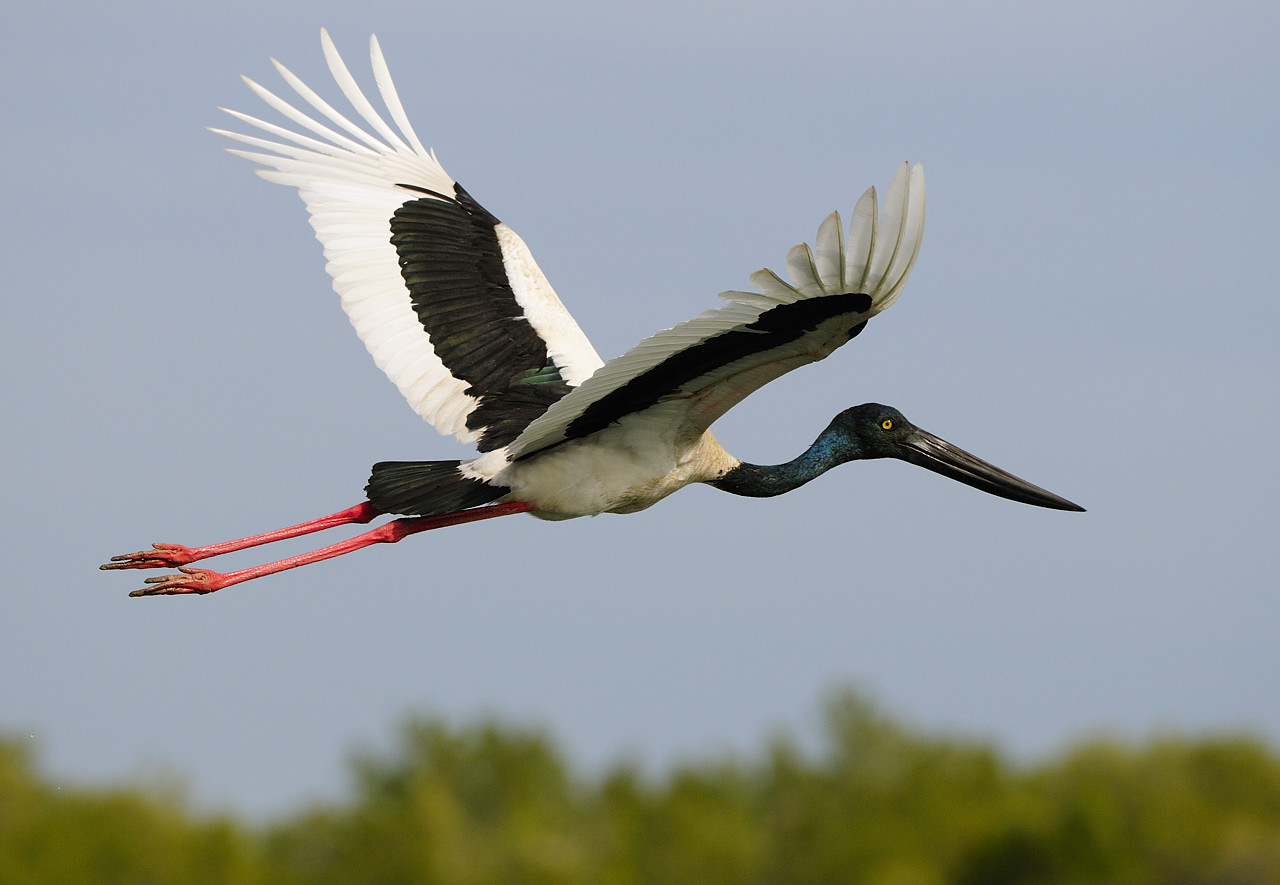
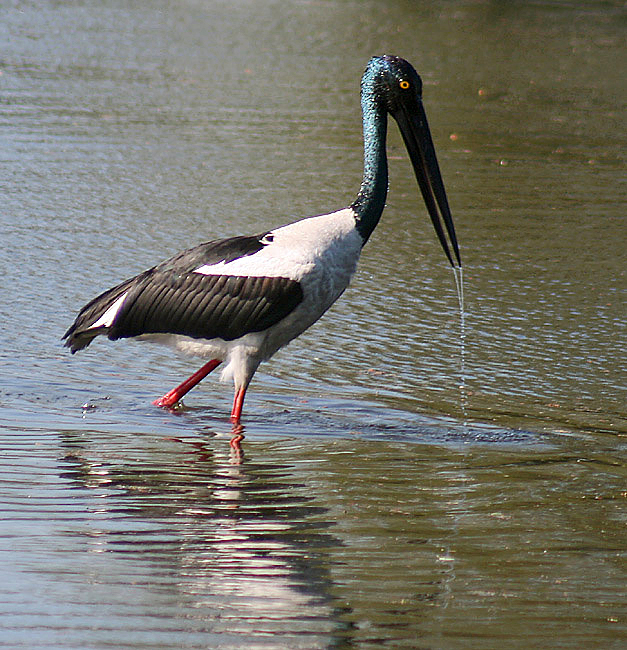
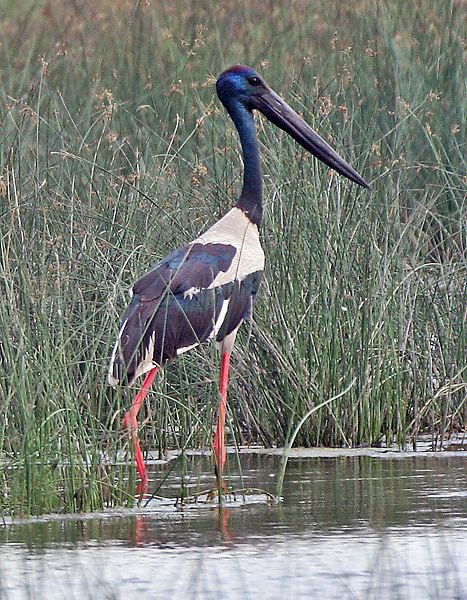
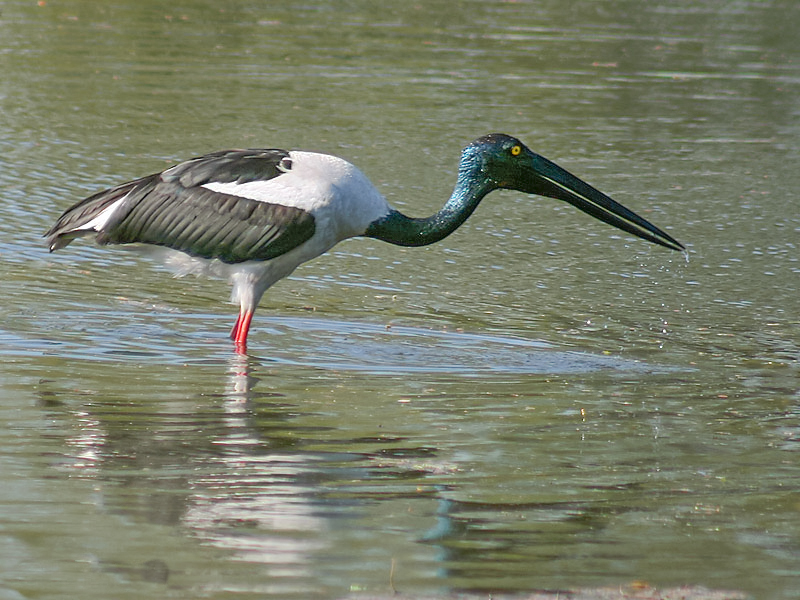
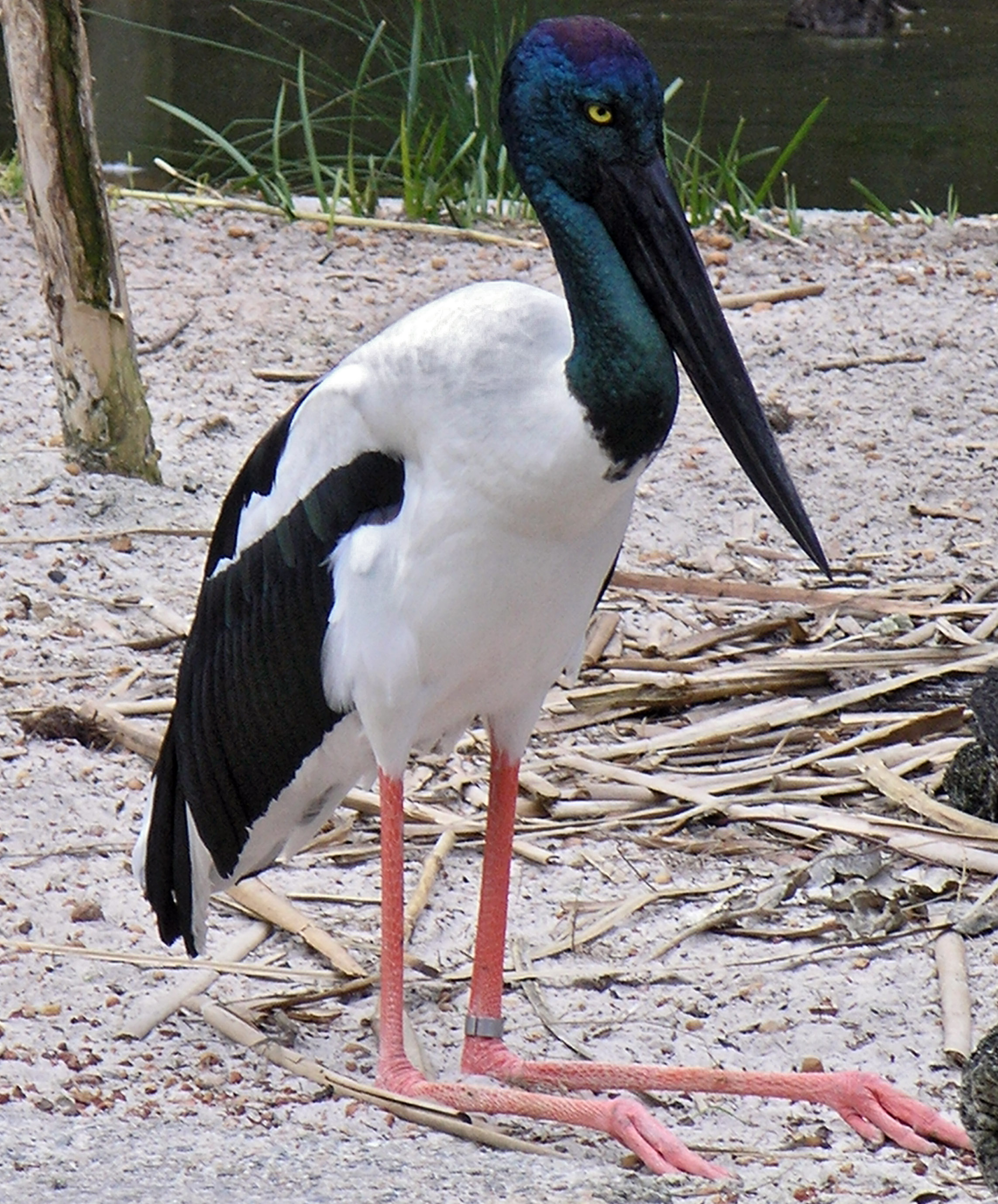
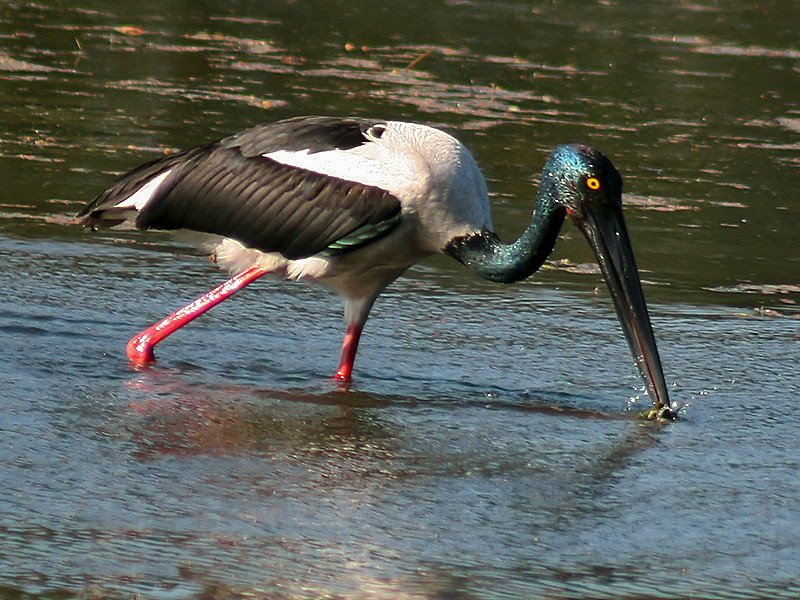